# Delejnska reka
Delejnska reka (bulgariska: Делейнска река) är ett vattendrag i Bulgarien.   Det ligger i regionen Vidin, i den nordvästra delen av landet, 160 km norr om huvudstaden Sofia.
Trakten runt Delejnska reka består till största delen av jordbruksmark. Runt Delejnska reka är det ganska tätbefolkat, med 134 invånare per kvadratkilometer.